# Curitibanos
Curitibanos est une ville brésilienne de l'intérieur de l'État de Santa Catarina.

## Géographie
Curitibanos se situe par une latitude de 27° 16′ 58″ sud et par une longitude de 50° 35′ 04″ ouest, à une altitude de 987 mètres. Sa population était de 37 774 habitants au recensement de 2010. La municipalité s'étend sur 952 km2.
Elle est le principal centre urbain de la microrégion de Curitibanos, dans la mésoregion Serrana de Santa Catarina.

## Administration
La municipalité est constituée de trois districts :
- Curitibanos (siège du pouvoir municipal) ;
- Marombas Bossard ;
- Santa Cruz do Pery.

## Villes voisines
Curitibanos est voisine des municipalités (municípios) suivantes :
- Frei Rogério
- Fraiburgo
- Lebon Régis
- Santa Cecília
- Ponte Alta do Norte
- São Cristóvão do Sul
- Ponte Alta
- Correia Pinto
- São José do Cerrito
- Brunópolis